# Alexei Kogalev
Alexei Yulianovich Kogalev, in het Oekraïens Алексей Юлианович Когалев, (Pyrjatyn, 16 april 1966) is een Belgisch voormalig schoonspringer van Oekraïense komaf.

## Levensloop
Kogalev werd geboren in de toenmalige Sovjet-Unie en studeerde aan het Staatsinstituut voor Lichamelijke Opvoeding te Minsk. Aldaar werd hij actief bij Dynamo Minsk onder leiding van Anatoly Ryabchikov en werd hij driemaal nationaal kampioen van de USSR (in 1985, 1986 en 1989).
Na het uiteenvallen van de Sovjet-Unie emigreerde hij naar België. In 1992 nam hij voor België deel in de discipline '3m springboard' op de Olympische Zomerspelen in het Spaanse Barcelona, alwaar hij in de kwalificaties op een 26e plaats strandde. Een jaar later, op 29 mei 1993, werd hij met 341.64 punten derde in de finale van de '1m springboard' op de wereldbeker in het Chinese Beijing.